# Nelson Dawidjan
Nelson Dawidjan (armenisch Նելսոն Դավիդյան; * 6. April 1950 in Tschartar, Rajon Xocavənd (heute de facto Provinz Martuni), Aserbaidschanische Sozialistische Sowjetrepublik; † 11. September 2016 in Kiew) war ein sowjetischer Ringer. Er war Silbermedaillengewinner bei den Olympischen Spielen 1976 in Montreal sowie Welt- und Europameister im Ringen im griechisch-römischen Stil im Feder- und Leichtgewicht.

## Werdegang
Nelson Dawidjan stammte aus einer armenischen Familie aus Bergkarabach, die 1958 nach Grosny übersiedelte. Dort begann er 1964 zusammen mit seinem drei Jahre jüngeren Bruder Oleg mit dem Ringen. Igor Kondrazki wurde ihr Trainer. Beide Brüder waren sehr talentiert und feierten auf regionaler Ebene schon bald beachtenswerte Erfolge im griechisch-römischen Stil. Sie wurden daraufhin 1972 zum Sportclub Dynamo Kiew delegiert. Bei Dynamo Kiew genoss Nelson Dawidjan die damals für einen Spitzensportler in der Sowjetunion üblichen Vergünstigungen, konnte sich voll auf das Ringen konzentrieren und studierte nebenher Sport. Bereits mit 19 Jahren hatte er die sowjetische Spitzenklasse im Bantamgewicht erreicht und kam 1970 bei der Europameisterschaft in Berlin zu seinem internationalen Debüt. In Berlin kam er zu zwei Siegen und einem Unentschieden, unterlag aber dann völlig unerwartet Jürgen Penquitt aus der DDR, schied deswegen aus und belegte nur den für ihn unbefriedigenden 6. Platz.
Er wurde deshalb zunächst im Seniorenbereich von der Sowjetunion bei internationalen Meisterschaften nicht mehr eingesetzt. Bei der Junioren-Weltmeisterschaft 1971 in Tokio war er aber am Start und belegte in der Klasse bis 65 kg Körpergewicht hinter Konstantin Traykow aus Bulgarien den 2. Platz.
In einigen Statistiken wird Nelson Dawidjan auch als Junioren-Europameister 1972 und gar als Junioren-Weltmeister 1973 geführt. Dies ist aber beides falsch. Junioren-Europameister 1972 in der Klasse bis 65 kg Körpergewicht wurde sein Bruder Oleg, und Junioren-Weltmeisterschaften 1973 fanden überhaupt nicht statt. Außerdem war 1971 sein letztes Juniorenjahr. An internationalen Meisterschaften im Juniorenbereich hätte er, Jahrgang 1950, also 1972 und 1973 gar nicht mehr teilnehmen können, da er die Altersgrenze von 21 Jahren schon überschritten hatte.
1973 war dann die internationale Abstinenz von Nelson beendet, und er wurde in Helsinki Europameister im Federgewicht. Er stellte sich dabei in sehr guter Form vor, besiegte den gefährlichen Kazimierz Lipień aus Polen und unterlag zwar dem Ungarn László Réczi, was aber seinen Titelgewinn nicht mehr verhindern konnte.
Ein Jahr später musste Nelson bei der Weltmeisterschaft in Kattowitz kurzfristig den verletzten Leichtgewichtler Schamil Chissamutdinow vertreten. Er tat das mit Bravour und wurde mit sechs Siegen Weltmeister im Leichtgewicht. Unter den von ihm besiegten Ringern befanden sich solche Könner wie Lars-Erik Skiöld aus Schweden, Heinz-Helmut Wehling aus der DDR und Andrzej Supron aus Polen.
Auch 1975 wurde Nelson Weltmeister, diesmal aber in seiner angestammten Gewichtsklasse, dem Federgewicht. Er besiegte dabei u. a. László Réczi, Ion Păun aus Rumänien und erneut Kazimierz Lipień.
Nelson fuhr deshalb als klarer Favorit zu den Olympischen Spielen 1976 nach Montreal. Zunächst schien für ihn auch alles glatt zu verlaufen. Er feierte u. a. Siege über Stylianos Migiakis aus Griechenland und Kazimirz Lipień, unterlag aber dann, wie schon bei der Europameisterschaft 1973, dem Ungarn László Réczi und verhalf damit Kazimierz Lipień, der wiederum gegen Réczi gewann, zur Goldmedaille. Für Nelson Dawidjan blieb „nur“ die Silbermedaille.
1977 unterlag Nelson bei der Europameisterschaft in Bursa dem sich in jenem Jahr in Hochform befindenden Rumänen Ion Păun und belegte den 2. Platz im Federgewicht. Bei der Weltmeisterschaft des gleichen Jahres in Göteborg unterlag er gegen Kazimierz Lipień und László Réczi und belegte den 4. Platz. 1978 und 1979 kam Nelson zu keinen Einsätzen bei internationalen Meisterschaften. Die nationale Konkurrenz war ungemein stark. Vor allem Boris Kramarenko, hinter dem er bei der sowjetischen Meisterschaft 1978 den 2. Platz im Federgewicht belegt hatte, wurde ihm von den sowjetischen Sportfunktionären vorgezogen.
Erst im Jahre 1980 wurde Nelson bei der Europameisterschaft in Prievidza wieder im Federgewicht an den Start geschickt. Dort wurde er, obwohl er erneut gegen Ion Păun unterlag, zum zweiten Male Europameister. Bei den Olympischen Spielen in Moskau wurde aber trotzdem Boris Kramarenko eingesetzt, der jedoch mit dem Gewinn der Bronzemedaille nicht die Erwartungen erfüllte.
Nelson Dawidjan beendete daraufhin seine internationale Ringerkarriere und wurde Trainer in Kiew.

## Internationale Erfolge
(OS = Olympische Spiele, WM = Weltmeisterschaft, EM = Europameisterschaft, GR = griechisch-römischer Stil, Ba = Bantamgewicht, Fe = Federgewicht, Le = Leichtgewicht, damals bis 57 kg, 52 kg und 67 kg Körpergewicht)
- 1969, 1. Platz, „Stanislaus-Pytalinski“-Turnier in Warschau, GR, Ba, vor Józef Lipień und A. Grzyb, beide Polen;
- 1970, 6. Platz, EM in Berlin, GR, Ba, mit Siegen über Ernst Hack, Österreich und Jan Neckař, CSSR, einem Unentschieden gegen Christo Traikow, Bulgarien und einer Niederlage gegen Jürgen Penquitt, DDR;
- 1971, 2. Platz, Junioren-WM in Tokio, GR, bis 65 kg Körpergewicht, hinter Konstantin Traikow, Bulgarien und vor Ryoji Sugawara, Japan;
- 1973, 1. Platz, EM in Helsinki, GR, Fe, mit Siegen über Ioannis Tsafaras, Griechenland, Manuel Roca, Spanien, Harald Hervig, Norwegen, Roland Svensson, Schweden, Pekka Hjelt, Finnland und Kazimierz Lipień, Polen und trotz einer Niederlage gegen László Réczi, Ungarn;
- 1974, 1. Platz, WM in Kattowitz, GR, Le, mit Siegen über Eugen Hupcă, Rumänien, Mohammed Dalirian, Iran, Lars-Erik Skiöld, Schweden, Heinz-Helmut Wehling, DDR, Nedko Nedew, Bulgarien und Andrzej Supron, Polen;
- 1975, 1. Platz, Turnier in Klippan/Schweden, GR, Fe, vor Lazarow, Bulgarien, Risto Björlin, Finnland und Andersson, Schweden;
- 1975, 1. Platz, WM in Minsk, GR, Fe, mit Siegen über Teruhiko Miyahara, Japan, László Réczi, Roland Werner, DDR, Ion Păun, Rumänien, Georgi Markow (Ringer), Bulgarien und Kazimierz Lipień;
- 1976, Silbermedaille, OS in Montreal, GR, Fe, mit Siegen über Stylianos Migiakis, Griechenland, Lionel Lacaze, Frankreich, Mehmet Uysal, Türkei, Kazimierz Lipień und Teruhiko Miyahara und einer Niederlage gegen László Réczi;
- 1977, 1. Platz, Turnier in Klippan, GR, Fe, vor Pertti Ukkola, Finnland und Lars Malmkvist, Schweden;
- 1977, 2. Platz, EM in Bursa, GR, Fe, mit Siegen über Stylianos Migiakis, Jiri Smekal, CSSR, Lars Malmkvist, Ryszard Swierad, Polen und László Réczi und einer Niederlage gegen Ion Păun;
- 1977, 4. Platz, WM in Göteborg, GR, Fe, mit Siegen über Douglas Yeats, Kanada, Jan Sahner, Dänemark, Mohammed Barna, Iran und Ilpo Seppälä, Finnland und Niederlagen gegen Kazimierz Lipień und László Réczi;
- 1980, 3. Platz, Großer Preis der BRD in Aschaffenburg, GR, Fe, hinter Ion Păun und István Tóth, Ungarn und vor Jean-Pierre Mercader, Frankreich und Piotr Michalik, Polen;
- 1980, 1. Platz, EM in Prievidza, GR, Fe, mit Siegen über Hannu Övermark, Finnland, Thomas Passarelli, BRD, Panajot Kirow, Bulgarien und Ryszard Swierad und trotz einer Niederlage gegen Ion Păun